# یونجه تاجی
یونجه تاجی یا یونجه باغی (نام علمی: coronilla varia) 
گیاهی از تیره بقولات، علفی و پایا با ریشه‌ای عمیق و ساقهای بالارونده پرشاخه و برگهای تک‌شاخه‌ای متناوب هستند.
خواص دارویی:
ملین، مدر بول، تسکین دهنده اضطراب قلبی و تسکین دهنده آسم.
سنا را از برگ‌های خشک شده انواع کاسیاها بالاخص کاسیا اکوتیفولیا «سنای اسکندریه» و کاسیا انگوستیفولیا «سنای هندی» یاتی نولی، از تیره نخود به دست می‌آورند
این گیاه در طبیعت به صورت بته و درختچه‌ها ی کوچک یک متر وجود دارد، بومی آفریقا و هندوستان بوده و به صورت وحشی و کشت شده یافت می‌شود. برگ‌ها به صورت پر مانند روی ساقه‌ها قرار گرفته، بیضی شکل و نوک تیز می‌باشند، رنگ و اندازه آنها در گونه‌های مختلف فرق می‌کند مثلاً رنگ کاسیا اکوتیفولیا سبز زیتونی. در صورتی که رنگ انگوستیفولیا مایل به زرد است. بوی آن مشخص و طعم آن ابتدا کمی شیرین و سپس تلخ و زننده می‌گردد.
ترکیبات
ماده مؤثر آن جزء دسته انتراکینون گلی کوزیدها بوده و عبارتنداز: سنوزید B , A (۵/۲ درصد) و مقدار کمی سنوزید D , C می‌باشد. این ترکیبات در اثر آبکافت تبدیل به رئین و الوا مودین می‌گردند. علاوه بر ترکیبات فوق دارای مقداری رزین «امتیک»، مقدار کم روغن فرار، موسین، و مشتقات فلاون‌ها مثل کامفورید، کامفورول و ایزورامنتین می‌باشد
خواص درمانی
فراورده خیسانده برگ آن را به عنوان یک مسهل سالم مورد استفاده قرار می‌دهند و میوه سنا نیز خاصیت مسهلی داشته ولی اثر آن ملایم تر می‌باشد.